# Lilium japonicum
Lilium japonicum är en liljeväxtart som beskrevs av Carl Peter Thunberg. Lilium japonicum ingår i släktet liljor, och familjen liljeväxter. Inga underarter finns listade.

## Bilder

Bildgalleri
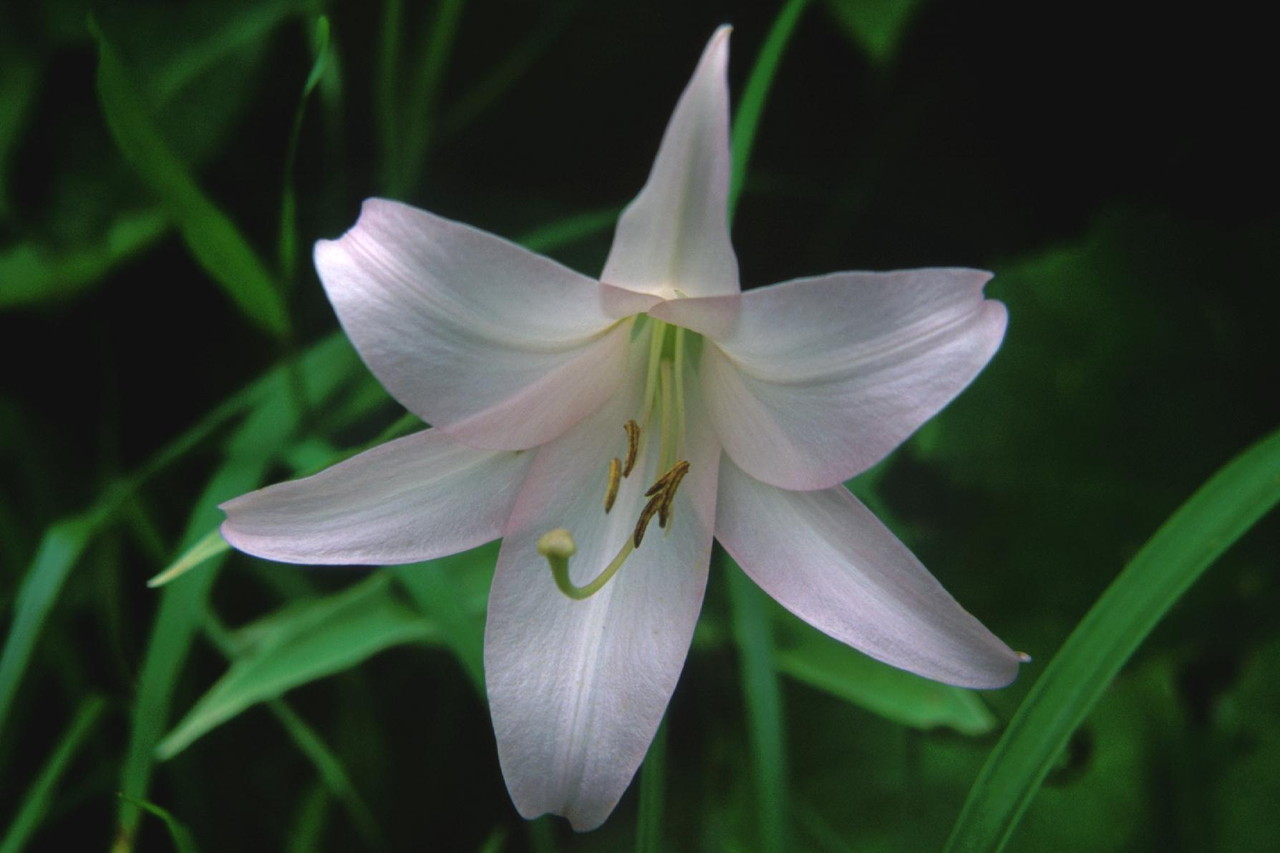
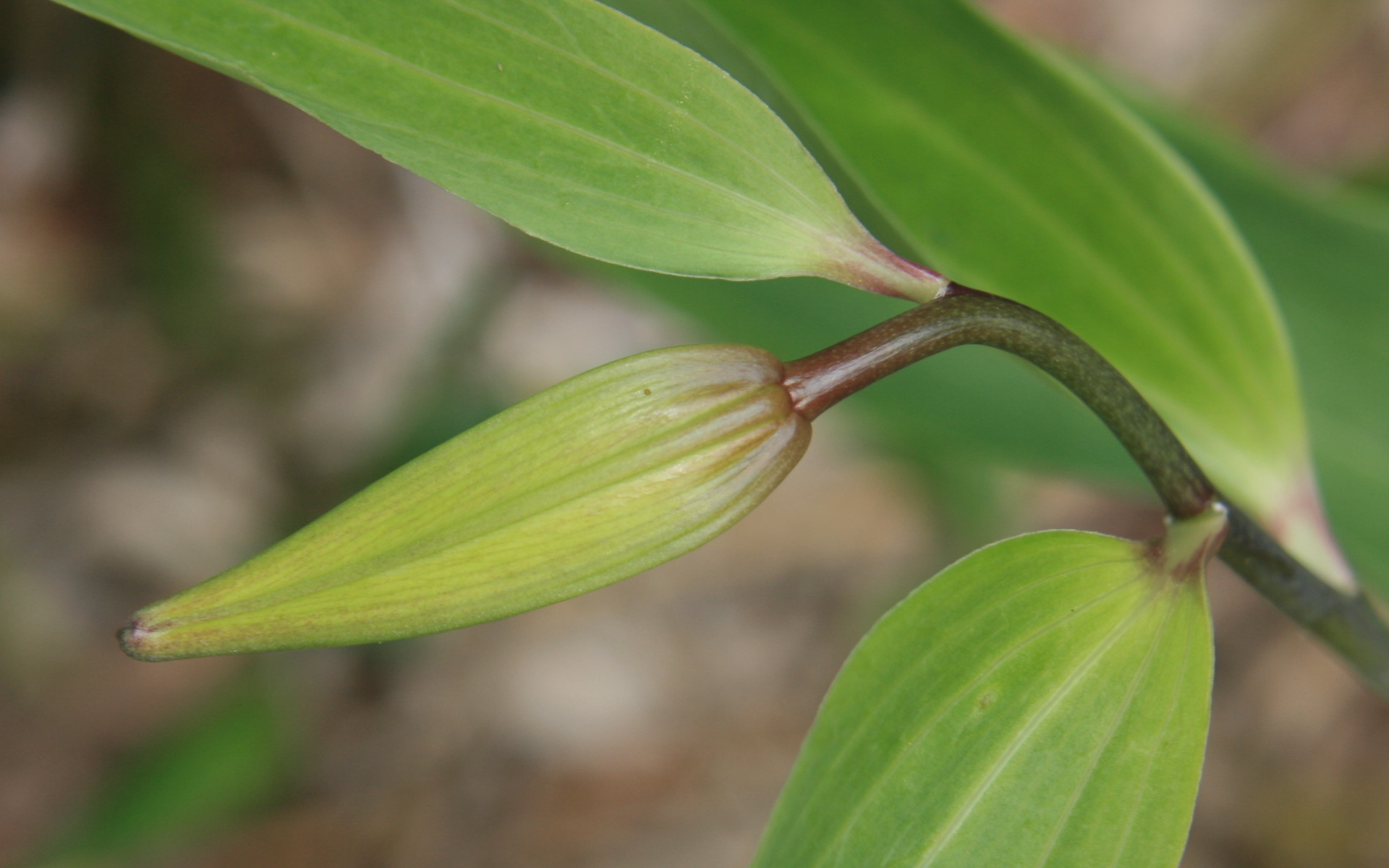
Knopp
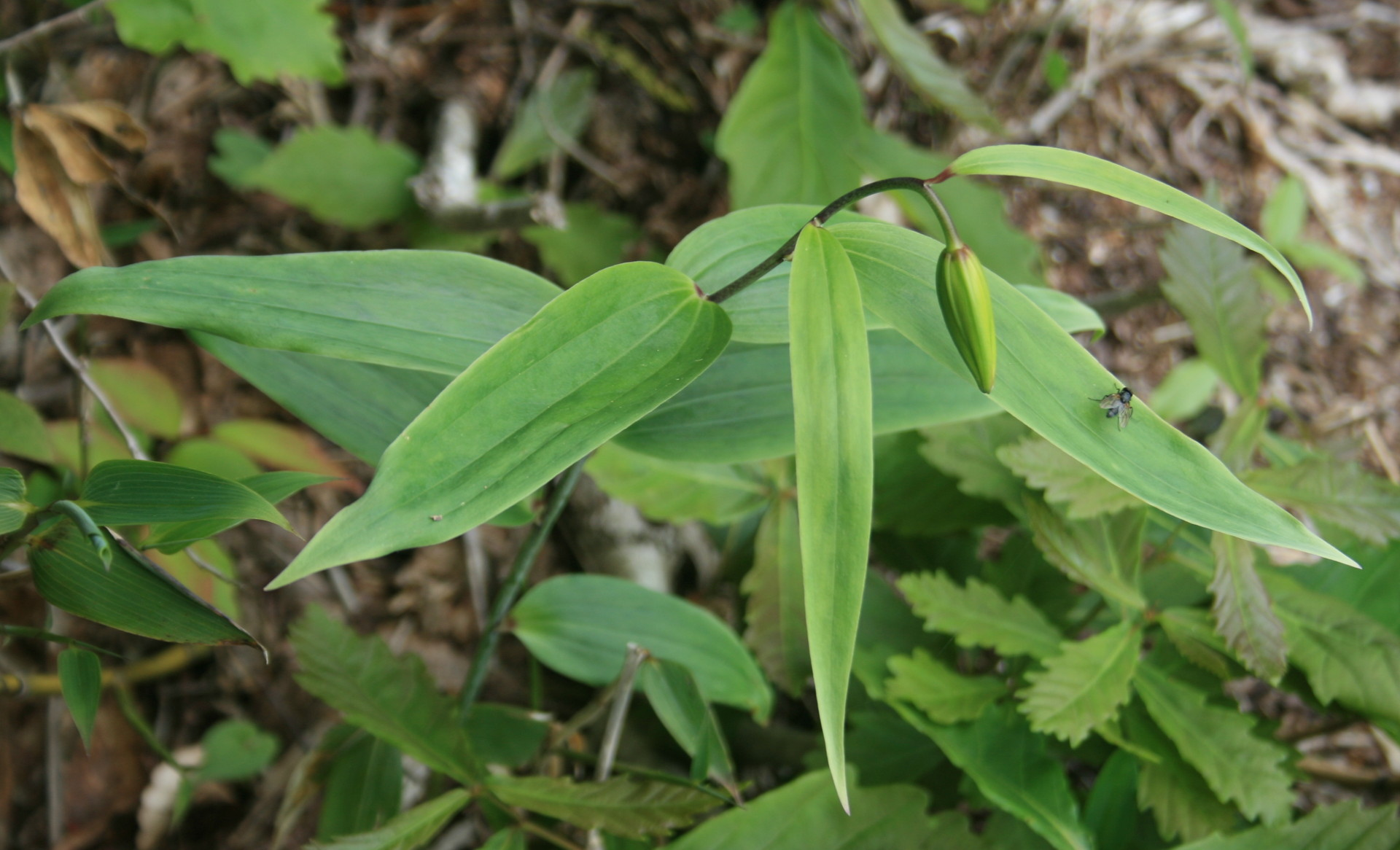
Knopp och blad
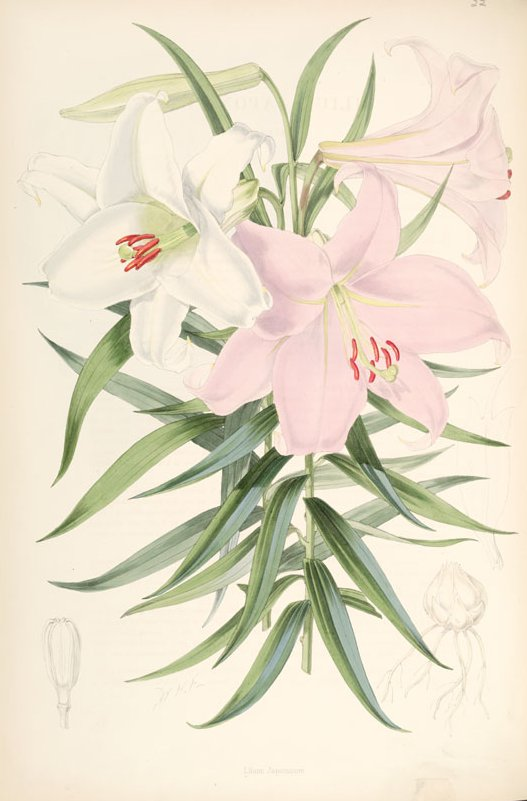
Teckning av W. H. Fitch
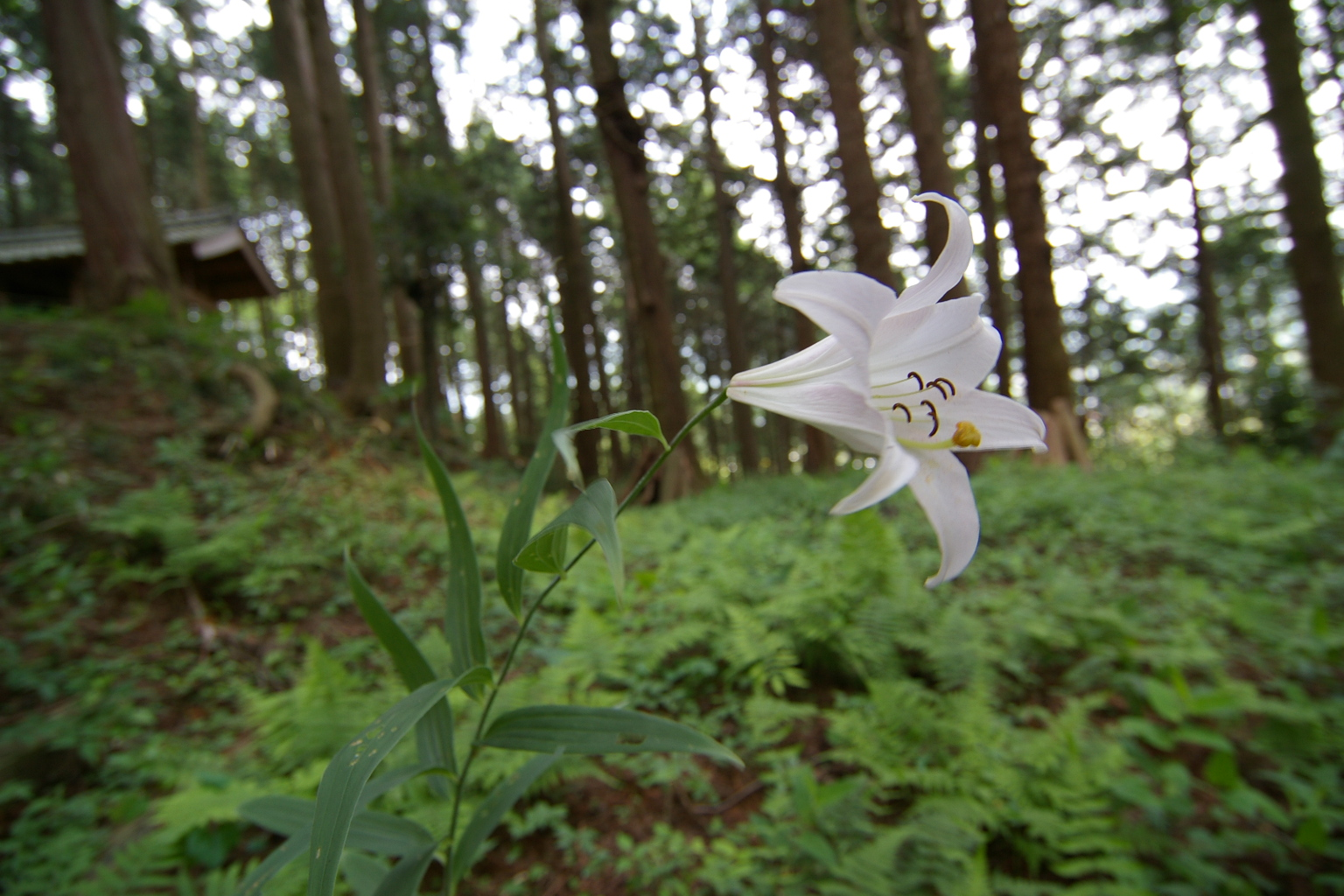